# ولید الرکراکی
ولید الرکراکی (عربی: ولید الرکراکي؛ زادهٔ ۲۳ سپتامبر ۱۹۷۵) بازیکن سابق و سرمربی کنونی تیم ملی فوتبال مراکش است. او در جام جهانی ٢٠٢٢ قطر با تیم مراکش توانست با شکست اسپانیا و پرتغال، به مقام چهارمی جهان دست یابد. 
از باشگاه‌هایی که در آن بازی کرده‌است می‌توان به دیژون، تولوز، آژاکسیو و راسینگ سانتاندر اشاره کرد.
وی همچنین در تیم ملی فوتبال مراکش بازی کرده‌است.